# 칼리지연합 대학
칼리지연합 대학(collegiate university)은 대학 기능을 중앙 행정부와 여러 구성 단과대학들로 나누어 운영하는 대학이다. 역사적으로 첫 번째 칼리지연합 대학은 신 파리 대학교였으며, 그 첫 번째 칼리지는 Collège des Dix-Huit이었다. 두 가지 주요 형태는 중앙 대학이 교육을 담당하고 칼리지들은 일부 교육을 제공할 수도 있지만 주로 주거 공동체인 기숙 칼리지 대학과, 중앙 대학이 행정적(때로는 시험 감독) 역할을 하고 칼리지들은 주거지일 수도 있지만 주로 교육 기관인 연방 대학이다. 유니버시티 칼리지 런던 및 캘리포니아 대학교 버클리와 같은 연방 대학의 더 큰 칼리지나 캠퍼스는 사실상 자체적인 대학이며 종종 자체 총학생회를 가진다.
기숙 칼리지를 가진 대학의 경우, 비칼리지 기숙사(또는 기숙사)와의 주요 차이점은 "칼리지는 건물(라틴어 collegia)이 아니라 사회"라는 점이다. 이는 대학마다 다르게 표현된다. 일반적으로 학생들은 칼리지의 거주자가 아니라 칼리지의 구성원이며, 칼리지에 살든 안 살든 구성원으로 남아 있지만, 이는 보편적인 것은 아니며 다른 방식으로 구별될 수도 있다(예: 아래 오타고 대학교 참조). 기숙 칼리지들은 또한 전체 학술 공동체를 형성하기 위해 대학의 교직원들로부터 구성원을 모집하는 것이 일반적이다. 기숙 칼리지의 학생들은 종종 주니어 커먼룸으로 조직되며, 대학원생은 미들 커먼룸에, 교직원은 시니어 커먼룸을 형성한다.

## 역사
서유럽에서 칼리지연합 대학의 발전은 중세 대학 자체의 발전 직후에 이루어졌다. 최초의 칼리지는 1180년 신 파리 대학교에 Collège des Dix-Huit가 설립되었는데, 이는 런던의 존이 예루살렘에서 돌아온 직후였다. 이로 인해 칼리지가 그가 여행 중에 본 마드라사에서 영감을 받았다는 주장이 제기되었지만, 초기 파리 칼리지들은 마드라사와 달리 가르치지 않았다는 점에서 이 주장은 반박되기도 했다. 그 직후 파리에는 다른 칼리지들이 등장했는데, 성 토마스 뒤 루브르 칼리지(1186년)와 성 오노레의 선량한 아이들 칼리지(1208~1209년)가 포함된다 – 비록 이 둘은 대학의 칼리지라기보다는 문법 학교의 성격이 더 강했을 수 있지만 – 도미니코회가 1217년에 시작한 다양한 수도회 칼리지들, 그리고 비수도회 신학 학생들을 위한 소르본 칼리지가 1257년에 설립되었다. 파리에서 이 아이디어는 옥스퍼드로 퍼져, 파리에서 섭정 Master of Theology였던 윌리엄 오브 더럼이 1249년에 유니버시티 칼리지 (옥스퍼드 대학교)를 설립하기 위한 유산을 남겼다. 비록 이것이 유니버시티 칼리지의 설립일로 여겨지지만, 실제로 칼리지가 운영을 시작한 것은 1280년 이후였다. 거의 동시에 존 드 밸리올이 더럼 주교가 부과한 속죄의 일환으로 1263년에 토지를 기증하여 Balliol College가 설립되었고, 월터 드 머튼이 1264년에 기부하여 Merton College가 설립되었다.
이러한 초기 옥스퍼드 칼리지들은 "단순히 가난한 학자들을 위한 기숙사"였으며, 이미 인문사회 학사 학위를 받았고 더 높은 학위(보통 신학)를 공부하는 사람들에게만 제한되었다. 1305년에야 파리의 College of Navarre에서 교육이 시작되었으며, 이 혁신은 1379년 뉴 칼리지의 설립과 함께 옥스퍼드에 도달했다. 뉴 칼리지는 학부생을 받는 최초의 칼리지이기도 했다. 볼로냐 대학교와 다른 이탈리아 대학들에서 칼리지들은 래슈들이 말했듯이 "최후까지 (모든 칼리지들이 원래 의도했던 대로) 가난한 학생들을 돕기 위한 자선 기관, 기숙사였고 교육 장소가 아니었으며" 옥스퍼드나 파리의 칼리지들과 같은 중요성을 결코 얻지 못했다.
칼리지들은 여러 지역에서 다른 방향으로 발전했지만, 많은 유럽 대학들은 18세기 초에 칼리지를 잃었다. 예를 들어, 코임브라 대학교에는 16세기에 많은 칼리지들이 설립되었지만, 이들은 신학 연구에만 국한되었고 다른 학부들은 비칼리지로 남아 있었다. 이 칼리지들은 17세기와 18세기에 다른 칼리지들과 합쳐져 1834년까지 존속하다가 포르투갈 내전 이후 종교 질서와 함께 폐지되었다. 파리 칼리지들은 프랑스 혁명 이후 대학 자체와 나머지 프랑스 대학들과 함께 폐쇄되었으며, 살라망카 대학교의 칼리지들도 마찬가지였다.
대륙의 대학들은 칼리지에 대한 통제권을 유지했지만, 영국에서는 칼리지들이 대학을 지배하게 되었다. 윌리엄 로드는 1631년 옥스퍼드에 헵도마달 이사회를 설립했는데, 이는 회중(섭정 마스터들의 회의)과 소집회(모든 졸업생들의 회의)의 영향력을 희석시키려는 의도였다. 이는 19세기에 비판을 불러일으켰고, 윌리엄 해밀턴 경은 강사들이 교수들로부터 교육 기능을 인계받으면서 칼리지들이 불법적으로 대학의 기능을 찬탈했다고 주장했다. 1850년대의 왕립 위원회는 1854년(옥스퍼드)과 1856년(케임브리지)에 의회법을 제정하게 했는데, 이 법들은 다른 조치들과 함께 칼리지의 권한을 제한했다.
그러나 이러한 개혁 이전에 600년 이상 만에 영국에서 두 개의 새로운 대학이 설립되었는데, 둘 다 칼리지연합 대학의 새로운 버전을 제공했다. 더럼 대학교는 1832년 옥스퍼드를 모델로 설립되었고, 동시에 유니버시티 칼리지 더럼이 설립되었다. 이 칼리지는 옥스퍼드와 케임브리지의 칼리지들과 달리 대학과 법적으로 별개이지 않았고, 교육을 담당하지도 않았다. 교육은 칼리지 강사가 아닌 대학 교수가 수행했다. 이는 옥스퍼드와 케임브리지에서 사라졌던 중앙 대학의 교육 역할을 회복하고, 교육 기관이라기보다는 주거 기관으로서의 칼리지의 원래 역할을 되찾았다(위의 볼로냐 칼리지에 대한 래슈들의 언급 참조). 또한 독립적인 법인으로 설립되는 것이 아니라 대학이 주거 칼리지를 소유하는 개념을 개척하여, 칼리지를 설립하려는 현대 기관들에게 유용한 모델을 제공했다. "대학의 어머니"로 설립되었지만 다른 칼리지가 추가된 적이 없었던 초기 트리니티 칼리지 (더블린)의 설립과는 달리, 더럼 시스템은 대학 자체가 추가 칼리지를 설립할 수 있도록 허용했으며, 1846년 Hatfield College의 설립으로 그렇게 했다.
1836년에 설립된 런던 대학교는 매우 달랐다. 원래 형태는 제휴 칼리지의 시험 기관이었다. 이 중 첫 두 곳인 유니버시티 칼리지 런던(UCL; 1826년 설립)과 킹스 칼리지 런던(1829년 설립)은 이미 존재했으며, 학위 수여 권한이 없다는 점을 제외하면 스코틀랜드와 유럽 대륙에서 발견되는 비칼리지 '단일' 대학과 유사했다. UCL이 대학으로 인정받으려는 시도에 많은 논쟁이 있었고, 런던 대학교는 이러한 논쟁을 종식시키고 UCL과 킹스 두 곳의 학생들이 학위를 받을 수 있도록 하는 정치적 해결책으로 고안되었다. 이는 (당시) 대학의 상원이 시험을 담당하고 칼리지들이 교육을 담당했던 케임브리지를 어느 정도 모델로 삼았으며, 또한 나폴레옹 보나파르트가 1808년에 설립하여 이전에 독립적이었던 프랑스 대학들을 단일 대학 구조 내의 "아카데미"로 흡수했던 프랑스 대학교의 일부 특징을 차용했다. 옥스퍼드와 케임브리지와는 달리, 런던의 제휴 칼리지들(런던에 국한되지 않고 전국에 퍼져 있었다)은 대학의 구성 부분이 아니었고 운영에 아무런 발언권도 없었다. 또 다른 주요 차이점은 UCL과 킹스 모두 비기숙형으로, 교육만 제공하고 숙박은 제공하지 않았다는 점이다. 이는 주요 영국 도시에 설립된 시민 칼리지의 모델이 되었고, 이 칼리지들은 나중에 벽돌색 대학이 되었다. 1858년 이후에는 칼리지의 제휴 요건이 폐지되었고, 시험을 통과할 수 있는 누구에게나 런던 학위가 제공되었다. 런던의 교육 기관들의 지속적인 압력 끝에 1900년에야 런던은 연방 대학이 되었다. 런던의 패턴은 제휴 칼리지를 가진 시험 대학의 아이디어를 대영 제국 전역으로, 특히 토론토 대학교가 시험 대학으로 재창립되고 교육 부문이 University College, Toronto가 되어 지역의 다른 칼리지들을 연합시킨 캐나다와, 캘커타 대학교, 마드라스 대학교 및 뭄바이 대학교가 1857년에 설립된 인도와, 1874년에 연방 뉴질랜드 대학교가 설립된 뉴질랜드로 퍼져나갔다.
런던 대학교 계획의 수정안은 1850년에 설립된 아일랜드 퀸즈 대학교에 사용되었다. 이 대학은 새롭게 설립된 세 개의 칼리지, 즉 퀸스 칼리지 벨파스트, 퀸스 칼리지 코크, 퀸스 칼리지 골웨이를 포함했다. 이는 런던보다 더 연방적이었지만, 융통성이 없다는 것이 입증되었고 1880년에 런던에 더 직접적으로 기반을 둔 시험 대학인 아일랜드 왕립 대학교로 대체되었다. 또한 1880년에 또 다른 연방 대학인 빅토리아 대학교가 영국 북부에 설립되어 맨체스터의 오웬스 칼리지의 대학 지위 획득 문제 해결을 위해 설립되었다. 이 대학은 원래 오웬스 칼리지만을 포함했지만, 리즈와 리버풀의 유니버시티 칼리지들을 포함하도록 성장했다. 그러나 버밍엄이 영국 최초의 단일 대학이 되면서 1903-4년에 해체되었고, 세 칼리지 모두 자체적으로 대학이 되었다.
연방 웨일스 대학교는 1893년 웨일스를 위한 국립 대학으로 설립되었으며, 이전에 런던 학위를 준비하던 애버리스트위스, 카디프, 뱅고어의 기존 칼리지들을 편입했다. 이 대학은 2007년까지 연방 대학으로 존속하다가 비회원 학위 수여 기관으로 전환되었다. 더럼 대학교는 1908년에 매우 특이한 연방 기관이 되었다. 더럼 지역은 자체적으로 칼리지연합 체제였고, 뉴캐슬 지역은 두 개의 독립적인 칼리지(1871년 설립 이후 더럼에 제휴된 시민 유니버시티 칼리지인 암스트롱 칼리지와 1850년대부터 제휴된 의과대학)를 가지고 있었다. 뉴캐슬 지역의 두 칼리지는 1937년에 합병되었고, 뉴캐슬은 1963년에 마침내 독립 대학이 되었다. 마찬가지로, 1881년에 설립된 던디 대학교의 유니버시티 칼리지는 1897년에 세인트앤드루스 대학교의 칼리지가 되었다가 1967년에 독립 대학이 되었다.
기숙 칼리지 개념은 20세기 초 미국으로 확산되어, 하버드 대학교와 예일 대학교 모두 1930년대에 칼리지(하버드에서는 "하우스"라고 불림)를 설립했다. 더럼 칼리지와 마찬가지로, 이들은 대학이 설립하고 소유하며 교육에는 제한적으로만 참여하는 칼리지였다. 미국의 주립 대학 시스템 또한 자율적인 캠퍼스를 가진 연방형 대학(그러나 일반적으로 법적으로 독립적이지는 않음)을 발전시켰다. 이러한 시스템은 종종 단일한 원래 캠퍼스에서 발전했기 때문에, 이 캠퍼스가 종종 주립 시스템의 '기함' 캠퍼스로 식별되었다.

## 칼리지연합 대학의 유형
1870년 에든버러 대학교 총장이 제시한 영국 대학 기관의 초기 유형학은 이들을 세 가지 유형으로 나누었다: 칼리지연합 (옥스퍼드, 케임브리지, 더럼), 교수 (스코틀랜드 대학들 - 세인트앤드루스, 글래스고, 애버딘, 에든버러 - 그리고 맨체스터와 런던의 신생 칼리지들), 그리고 비교육 시험 위원회 (런던). 그러나 당시에도 명확한 선을 긋기는 어려웠다. 옥스퍼드는 불과 몇 년 전까지 칼리지들을 위한 시험 위원회였고, 트리니티 칼리지 더블린은 칼리지연합 스타일과 교수 스타일의 요소를 결합했다. 최근에는 영국에서 칼리지연합 전통과 연방 전통이 별개로 간주되었지만, 둘 다 옥스퍼드와 케임브리지의 칼리지의 다른 측면에서 영감을 받았다. 예를 들어, "부분적으로 더럼(그리고 20세기에는 요크, 켄트, 랭커스터)을 제외하고는 영국에서 옥스브리지 방식의 칼리지연합 전통을 만들려는 진지한 시도는 없었지만, 연방 원칙은 널리 모방되었다." 마찬가지로 2014년 '칼리지 웨이'에 대한 회의는 기숙 칼리지를 가진 대학(예: 옥스퍼드, 케임브리지, 더럼 등)에 전적으로 초점을 맞추었으며, 연방 대학에 대해서는 언급하지 않았다. 이는 "칼리지 웨이는 커리큘럼, 도서관, 교수진, 학생만으로는 칼리지를 만들기에 충분하지 않다는 개념이다. 그것은 기숙 체계에 대한 고수이다."라는 생각과 일치했다.
그러나 연방 원칙은 "케임브리지 원칙"이라고도 불리며, 때로는 칼리지연합 대학의 본질적인 요소로 간주되기도 한다. 연방 대학이 무엇을 의미하는지에 대한 논쟁도 있다: 일부 저자들은 연방 시스템의 뚜렷한 특징이 교육과 시험의 분리라고 주장했지만, 다른 이들은 이 구별이 거버넌스와 권한 분배의 문제라고 본다. 때로는 연방 대학, 칼리지연합 대학(칼리지가 주요 학술 단위인 옥스퍼드와 케임브리지), 그리고 기숙 칼리지를 가지고 있지만 이들이 교육에 참여하지 않는 대학들 사이에 구분이 이루어지기도 한다. 칼리지연합 대학의 한 정의는 "큰 환경 내의 공동체 의식이 공통적인 특징"이라고 말한다.

### 중앙 집중식 교육을 하는 칼리지연합 대학

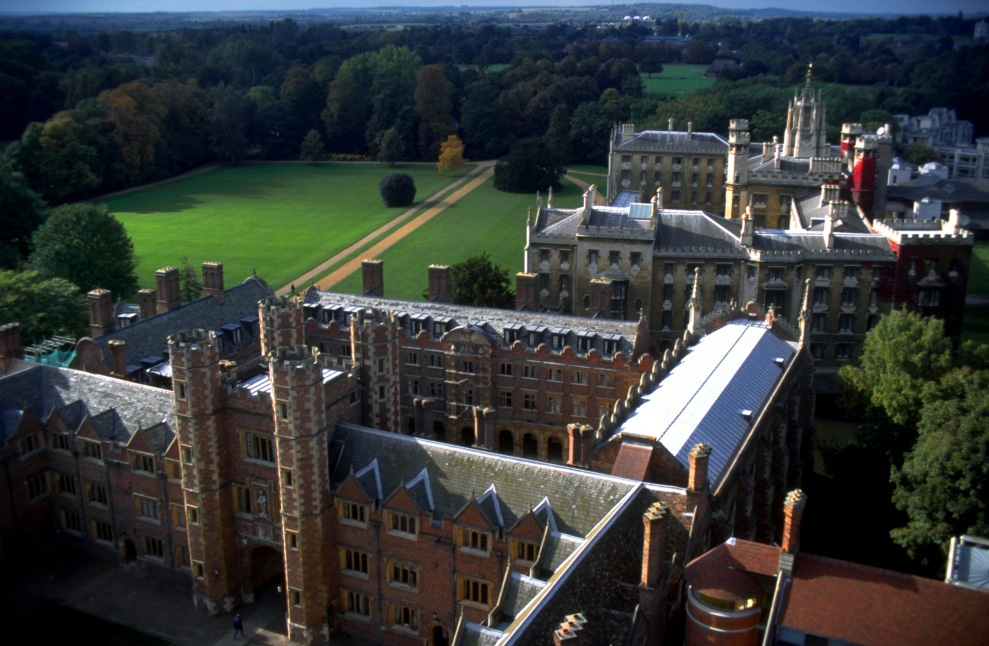
세인트 존스 칼리지 (케임브리지 대학교) 건물

많은 칼리지연합 대학에서는 교육이 대학 전체를 기반으로 하는 학과 및 학부를 통해 중앙 집중식으로 조직된다. 이러한 대학에서 칼리지의 교육 참여 수준은 다양하다: 공식적인 교육을 전혀 제공하지 않거나(예: 더럼), 자체 학생들에게 일부 교육을 제공하거나(옥스브리지 모델), 대학 또는 학부 전체에 제공되는 일부 교육을 제공하거나(예: 토론토), 중앙에서 조직된 대학 전체 교육을 제공할 책임이 있을 수 있다(예: 로햄프턴). 교육에서의 역할에 관계없이 거의 모든 칼리지는 주거 공동체이며, 종종 자체 식당, 도서관, 스포츠 팀 및 동아리를 가지고 있다. 이러한 칼리지들은 따라서 때때로 기숙 칼리지라고 불린다. 그러나 모내시 대학교는 비기숙 칼리지 모델을 개발했으며, 뉴욕 대학교는 비기숙 학생들을 지원하기 위한 유사한 "학습 공동체"를 가지고 있다. 칼리지 시스템이 어떻게 조직되는지 (학생들에게 칼리지 가입이 필수적인지, 칼리지가 법적으로 독립적인지, 입학에서 칼리지가 어떤 역할을 하는지 등)의 세부 사항은 대학마다 크게 다르다.
옥스퍼드와 케임브리지의 고대 대학들은 대학의 교육에 자체 튜토리얼을 보완하는 독립적인 칼리지들로 구성되어 있지만, 일부 대학들은 교육을 제공하지 않지만 여전히 주거 및 사회적 의무의 대부분을 수행하는 칼리지들을 건설했다. 이러한 칼리지들은 중앙 행정부에 의해 전적으로 계획, 건설 및 자금 지원을 받으므로 의존적이지만, 여전히 자체 행정 구조를 유지하고 일정 수준의 독립성을 가지고 있다. 이 시스템은 1830년대 영국의 더럼 대학교에서 개척되었으며, "옥스퍼드와 케임브리지의 독립적인 칼리지들보다 다른 기관의 사람들이 참고하기에 훨씬 더 좋은 모델"로 묘사되었다. 이는 미국에서 널리 적용되어, 하버드, 예일, 프린스턴과 같은 대학의 칼리지들은 전적으로 중앙 대학이 소유한다. 오타고 대학교, 더럼 대학교, 파비아 대학교와 같은 일부 대학은 독립 칼리지와 대학 소유(또는 파비아의 경우 주 소유) 칼리지를 혼합하여 가지고 있다.
옥스퍼드와 케임브리지의 패턴을 따라가는 많은 칼리지연합 대학에서는 학생들에게 칼리지 가입이 의무적이지만, 다른 대학에서는 필수적이지 않거나 특정 학부의 학생들에게만 필요하다. 예를 들어 토론토 대학교의 경우 칼리지들은 모두 문리과대학과 관련이 있다.

### 비중앙 집중식 교육 칼리지연합 대학
연방 런던 대학교의 두 설립 칼리지
- 킹스 칼리지 런던
- 유니버시티 칼리지 런던

때때로 위에서 언급했듯이 연방 대학으로 불리는 이들은 교육 기능이 전적으로 구성 칼리지에 의해 수행되며, 이 칼리지들은 종종 자체 학부 및 학과를 가질 것이다. 이는 19세기 중반까지의 옥스퍼드와 케임브리지, 1893년부터 2007년까지의 웨일스 대학교, 그리고 1900년부터의 런던 대학교와 같은 예로 대표된다. 법적 분리 수준(예: 칼리지가 별도의 법인인지 여부)은 대학마다 다르다. 칼리지가 주로 교육 기관이기 때문에 항상 주거 공동체가 아닐 수도 있으며, 많은 경우 사실상 자체적인 대학이다.
일부 칼리지는 거의 완전한 자율 거버넌스를 행사할 수 있는 느슨한 연합의 일부이며, 심지어 런던 대학교의 칼리지의 경우처럼 자체 학위를 수여할 수도 있다. 다른 칼리지들은 상위 대학과 법적으로 분리되어 있지 않다. 예를 들어 영국의 런던 예술대학교(UAL)와 미국의 많은 주립 대학 시스템이 그렇다. 일부 미국 주 시스템에서는 "기함 캠퍼스"가 식별될 수 있다. 이는 종종 시스템의 원래 캠퍼스이며, 시스템 내의 다른 캠퍼스보다 (공식적으로든 비공식적으로든) 우위에 있다고 간주된다(예: 위스콘신 대학교 매디슨, 콜로라도 대학교 볼더).
일부 대학은 중앙 집중식 교육을 하지만, 해당 중앙 집중식 교육에 접근하지 않는 칼리지도 있다. 역사적으로 이는 19세기 후반과 20세기 초반 더럼 대학교의 의과대학과 암스트롱 칼리지(1908년 진정한 연방 대학이 형성되기 전)와 1994년부터 2001년까지의 스톡턴 유니버시티 칼리지의 경우였다. 대부분 단일 대학인 퀸스 대학교 벨파스트의 두 칼리지는 현재 이러한 방식으로 운영된다. 이는 독립적인 칼리지의 과정이 대학에 의해 인가되지만, 칼리지가 해당 대학의 일부가 되지 않는 상황과 혼동되어서는 안 된다. 예를 들어, 2015년부터 2020년까지 New College of the Humanities와 Southampton Solent University의 관계가 그러하다.
시간이 지남에 따라 연방화 수준은 특히 독립적인 칼리지들이 성장하고 자체적으로 대학으로 자리매김하려고 함에 따라 진화할 수 있다. 유니버시티 칼리지 런던과 킹스 칼리지 런던은 20세기 대부분 동안 별도의 법적 실체 없이 중앙 대학에 의존하는 칼리지였으며, 모든 런던 칼리지들은 직접이 아닌 런던 대학교를 통해 자금을 받았다. 20세기 후반 이후의 추세는 분권화가 증가하는 것이었다. 궁극적으로는 일부 칼리지들이 상위 대학과의 관계를 공식적으로 종료하고 학위 수여 대학이 되었다. 예를 들어 카디프 대학교(이전 University of Wales, Cardiff)와 임페리얼 칼리지 런던(이전 런던 대학교의 칼리지)이 있다. 마찬가지로 뉴캐슬 대학교 (잉글랜드)는 1963년까지 연방 더럼 대학교의 일부였고, 던디 대학교는 1967년까지 세인트앤드루스 대학교의 칼리지였다. 남아프리카 공화국의 여러 자율 대학들은 이전에 남아프리카 대학교의 칼리지였다. 많은 미국 주립 시스템은 단일 캠퍼스로 시작했지만 연방 시스템으로 발전했으며, 필리핀 대학교도 마찬가지로 한 캠퍼스로 시작했지만 현재는 "구성 대학" 시스템이다.

## 전 세계 칼리지연합 대학
전 세계적으로 약 80개의 대학이 기숙 칼리지 시스템을 가지고 있다.

### 아르헨티나
아르헨티나에서 이 행정 형식을 채택한 최초의 교육 기관은 2014년부터 UNA 국립 예술 대학교(스페인어: UNA - Universidad Nacional de las Artes)로 이름이 변경된 IUNA 국립 예술 대학(IUNA Instituto Universitario Nacional de las Artes)으로, 1993년에 여러 국립 미술 교육 기관들을 통합하여 칼리지연합 대학으로 설립되었다.
현재 UNA 대학교의 기원은 1875년 화가 에두아르도 스키아피노(Eduardo Schiaffino), 에두아르도 시보리(Eduardo Sívori) 등이 설립한 국립 예술 진흥 협회에 있다. 그들의 길드는 1905년 국립 미술 아카데미로 재인가되었고, 1923년에는 화가이자 학자였던 에르네스토 데 라 카르코바(Ernesto de la Cárcova)의 주도로 부에노스아이레스 대학교의 예술 확장 교육 부서로 설립되었는데, 스페인어로 "Escuela Nacional Superior de las Artes"로 알려진 국립 고등 예술 학교이다.

### 호주
호주에는 많은 대학이 기숙 칼리지 시스템을 가지고 있으며, 종종 독립적인(자주 교단 소속의) 칼리지와 대학 소유 칼리지를 결합한다. 일부 대학에는 비칼리지 기숙사도 있다. 칼리지연합 대학으로는 퀸즐랜드 대학교, 태즈메이니아 대학교, 웨스턴오스트레일리아 대학교, 시드니 대학교, 멜버른 대학교 및 뉴사우스웨일스 대학교가 있다. 모내시 대학교는 캠퍼스 외부에 거주하는 학생들을 위해 특이한 "비기숙 칼리지" 시스템을 운영한다.

### 방글라데시
방글라데시의 방글라데시 국립 대학교는 1992년 의회법에 의해 전국에 걸쳐 제휴 칼리지, 학교 및 전문 기관을 통해 학생들에게 학사 및 석사 수준의 교육을 제공하기 위해 설립된 공립 칼리지연합 대학이다. 이 대학은 등록 학생 수 기준으로 세계에서 두 번째로 큰 대학이다. 본부는 다카 외곽의 가지푸르에 있다. 설립 후, 이 대학은 학위 수여 칼리지들을 제휴시켰는데, 이들 중 다수는 이전에 다카 대학교, 라지샤히 대학교 및 치타공 대학교에 제휴되어 있었다.

### 캐나다
캐나다의 토론토 대학교는 19세기 중반부터 옥스퍼드 대학을 모델로 하여 세인트조지 캠퍼스 문리대학 학생들을 위한 칼리지연합 시스템을 갖추고 있다. 토론토 대학에는 독립 칼리지와 종속 칼리지가 혼합되어 있으며, 이들은 모두 해당 칼리지 구성원에게만 제공되는 것이 아니라 학부 전체에 제공되는 학술 프로그램을 제공한다. 세인트조지 캠퍼스 문리대학의 모든 학생들은 칼리지 구성원이지만, 다른 학부( 응용과학, 공학, 건축, 조경 및 디자인, 운동학 및 체육, 음악)의 학생들은 칼리지 기숙사에 거주하는 경우에만 칼리지 구성원이 되며, 토론토 대학교 미시소가 및 토론토 대학교 스카버러는 칼리지연합이 아니다.
피터버러의 트렌트 대학교 또한 피터버러 캠퍼스에 5개의 칼리지를 가진 칼리지연합 모델을 가지고 있다. 모든 학생들은 칼리지에 소속되어 있다.

### 중국
중국 대륙에서 주목할 만한 칼리지연합 대학은 홍콩 사틴에 있는 홍콩 중문 대학의 전통을 계승하는 홍콩 중문 대학 (선전)이다.

### 프랑스
프랑스의 칼리지연합 대학 수는 지난 몇 년간 증가했다. 여기에는 다음이 포함된다:
- PSL 대학교 (파리 과학 & 문학), 구성 칼리지 또는 « 그랑제콜 » 포함: 에콜 노르말 쉬페리외르 - PSL, 콜레주 드 프랑스, 키미 파리테크 - PSL, 민 파리테크 - PSL, 파리 도핀 대학교, 파리 천문대 및 고등연구실습원;
- 파리-사클레 대학교, 종속 칼리지 포함: 파리-사클레 과학 학부 및 파리-사클레 의과대학; 그리고 구성 칼리지 또는 « 그랑제콜 » 포함: 에콜 노르말 쉬페리외르 파리-사클레, 상트랄쉬펠레크, 생명과학산업환경학교 및 광학고등대학원;
- Institut Polytechnique de Paris, 구성 칼리지 또는 « 그랑제콜 » 포함: 에콜 폴리테크니크, 엥스타 파리, 엥사에 파리, 텔레콤 파리 및 텔레콤 쉬드파리;
- 릴 가톨릭 대학교, 5개의 종속 칼리지와 25개의 구성 칼리지.

### 홍콩
홍콩 중문 대학(CUHK)은 홍콩의 유일한 칼리지연합 대학이다. 이 대학은 홍콩에서 두 번째로 오래된 대학이며, 1963년 세 개의 원래 분리된 유니버시티 칼리지인 중지 칼리지, 신아시아 칼리지, 그리고 연합 칼리지 (홍콩)의 연합체로 설립되면서 칼리지연합 시스템을 갖추게 되었다. 처음에는 CUHK가 연방 대학 모델을 따랐는데, 세 구성 칼리지는 자체 학술 부서를 가지고 독립적으로 교육을 수행했으며, 대학은 행정, 재정 문제 및 시험을 담당했다. 그러나 제2차 풀턴 보고서의 조언에 따라 세 칼리지의 교육 부서는 1976년부터 점진적으로 통합되었다. 교육 및 연구는 대학 산하로 중앙 집중화되었고, 칼리지들은 목회 지원 및 비정규 학습 기회를 제공하는 학술 공동체가 되었다. 현재 CUHK는 세 개에서 아홉 개의 구성 칼리지로 확장되었다. 대학의 모든 정규 학부생과 교직원은 칼리지에 거주하는지 여부와 관계없이 칼리지에 소속되어 있다.
홍콩 대학 (HKU)에는 1912년에 설립되었고 자체 헌장을 가진 성공회 칼리지인 세인트 존스 칼리지가 제휴되어 있다. 이 대학은 또한 1967년에 대학 게스트하우스로 로버트 블랙 칼리지를 설립했다. 지난 10년간 일부 신축 기숙사는 랍치 칼리지, 슌힝 칼리지, 치선 칼리지와 같은 이름으로 칼리지라고 명명되었다. 고등 교육 제공 기관인 센테니얼 칼리지는 대학에 제휴되어 있다. 기숙 칼리지에 살지 않는 사람들은 칼리지에 속하지 않는다.
홍콩 성시 대학에는 HKU의 센테니얼 칼리지와 유사한 커뮤니티 칼리지가 있으며, 2014년부터 울런공 대학교와 파트너십을 맺고 있다.

### 인도

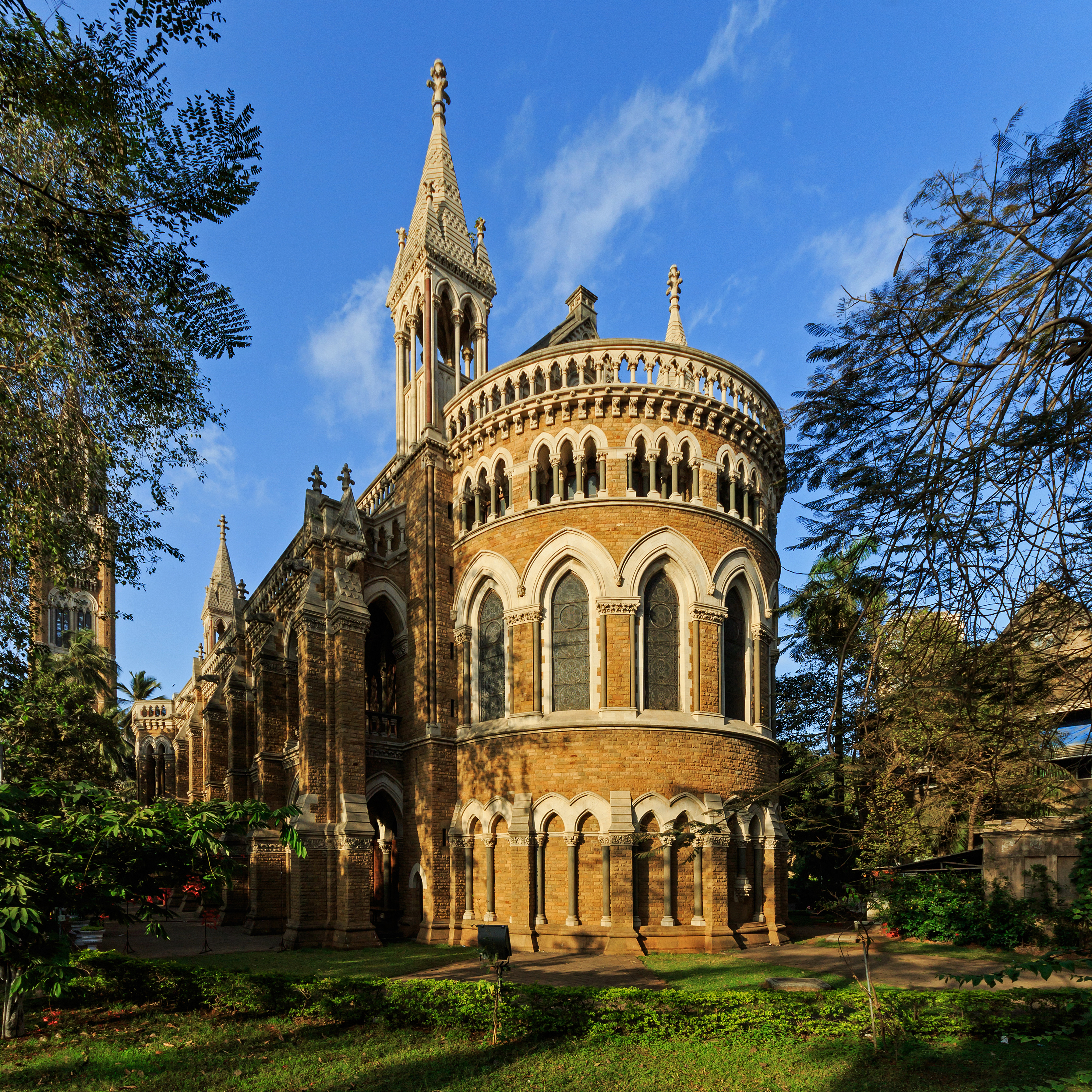
뭄바이 대학교 건물

1857년에 설립된 마드라스 대학교는 인도에서 가장 오래된 세 개의 현대 주립 대학 중 하나이다.

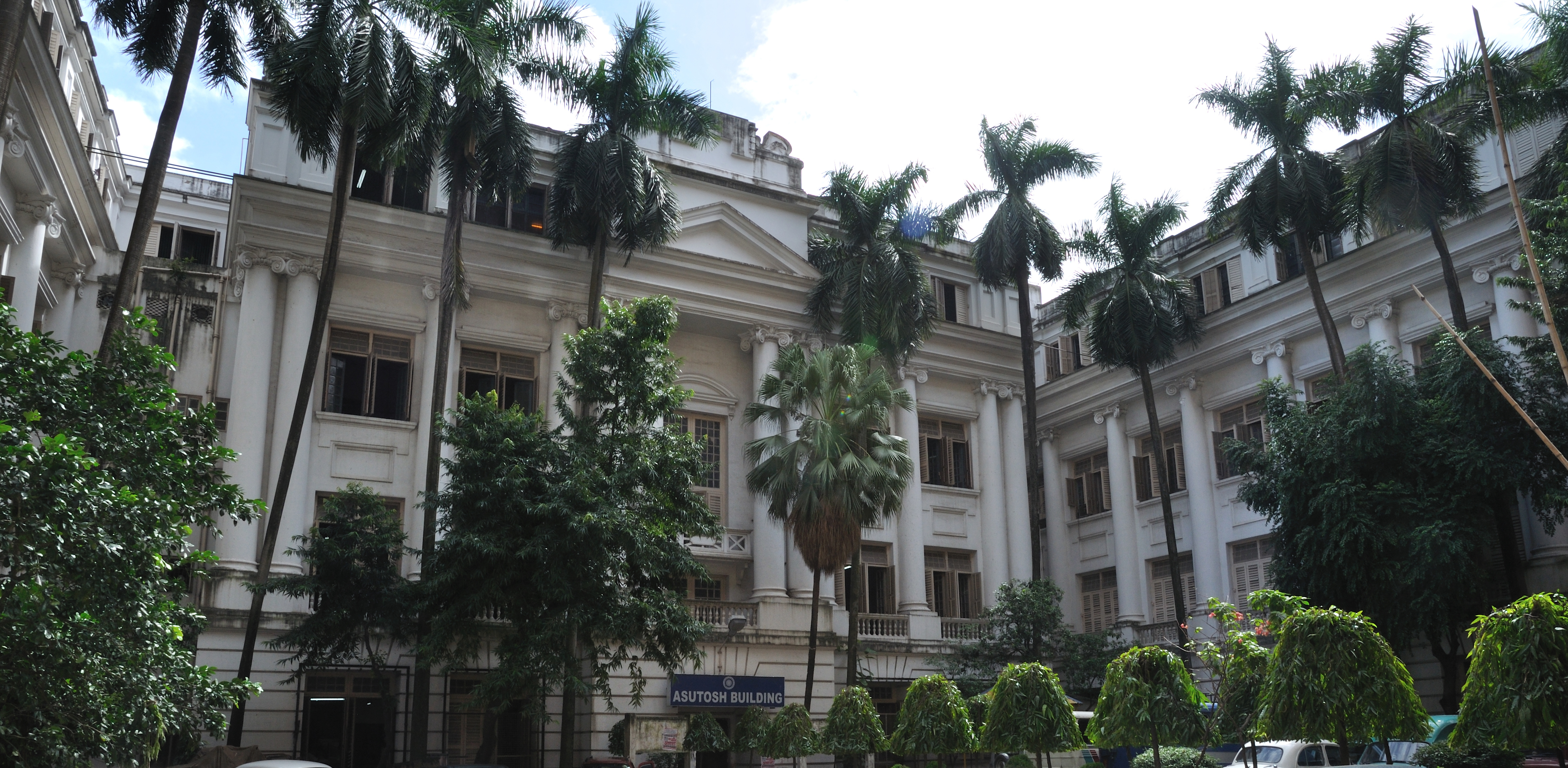
1857년에 설립된 캘커타 대학교는 아시아에서 최초의 다학제적이고 세속적인 서양식 기관이었다.

인도의 대부분의 공립 대학들은 칼리지 시스템을 따른다. 뭄바이 대학교는 뭄바이, 마하라슈트라주, 인도에 위치한 공립 주립 대학이다. 뭄바이 대학교는 세계에서 가장 큰 대학 중 하나이다. 2013년 현재 이 대학은 711개의 제휴 칼리지를 가지고 있었다. 2021년 11월 22일 현재, 인도 대학 진흥 위원회(UGC)는 441개의 주립 대학을 나열하고 있다. 인도 대학 진흥 위원회에 의해 나열된 가장 오래된 설립 날짜는 1857년으로, 캘커타 대학교, 마드라스 대학교, 뭄바이 대학교가 공유한다. 대부분의 주립 대학들은 많은 제휴 칼리지(종종 소도시에 위치함)를 관리하는 칼리지연합 대학으로, 일반적으로 다양한 학부 과정을 제공하지만 대학원 과정도 제공할 수 있다. 더 오래된 칼리지들은 제휴 대학의 승인을 받아 일부 학과에서 박사 학위 프로그램도 제공할 수 있다.

### 아일랜드
아일랜드섬 북부와 남부에서 유일한 '고대 대학'은 더블린 대학교이다. 엘리자베스 1세 여왕의 통치 기간 동안 설립된 이 대학은 케임브리지와 옥스퍼드의 칼리지연합 대학을 모델로 한다. 그러나 단 하나의 구성 칼리지(오늘날의 트리니티 칼리지 (더블린)의 특이한 위치)만이 설립되었다. 모든 교육은 칼리지에서 제공되며, 학위는 대학에서 수여된다. 아일랜드 내에서는 연방 아일랜드 국립 대학교의 네 구성 대학은 모든 필수적인 목적으로 독립적인 대학이다. 아일랜드의 다른 진정한 칼리지연합 대학은 북아일랜드에 위치한 울스터 대학교이다(이 목록의 영국 부분 참조).

### 이탈리아
이탈리아에서는 '메리트 칼리지'로 알려진 독립 기숙사가 여러 대학 도시에서 운영되며, 튜터링, 보충 교육 및 추가 학위를 제공한다. 칼리지 모델이 가장 발전한 대학은 파비아 대학교로, 4개의 독립 칼리지(16세기에 설립된 두 곳 포함: 1561년에 설립된 Collegio Borromeo와 1567년에 설립된 Collegio Ghislieri)와 12개의 공립 칼리지를 가지고 있다. 그러나 파비아나 다른 이탈리아 대학에서는 학생들이 칼리지에 가입해야 할 의무는 없다.

### 마카오
마카오 대학은 2010년에 두 개의 시범 칼리지가 설립된 이후 기숙 칼리지 시스템으로 전환되었다. 이후 추가 칼리지들이 설립되었고, 2014년에는 10개의 칼리지가 운영되면서 대학이 칼리지연합 체제가 되었다.

### 뉴질랜드

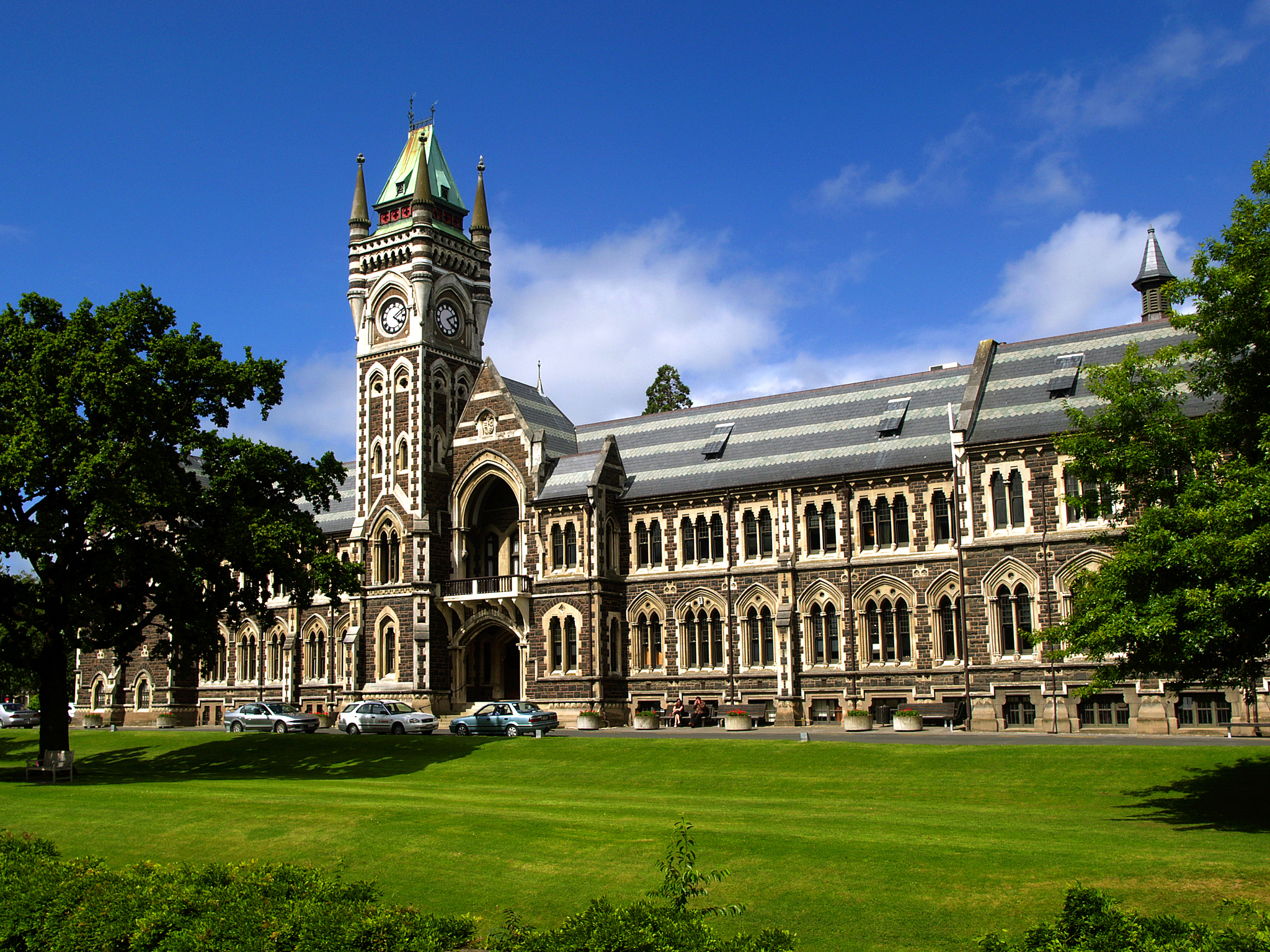
오타고 대학교 등록 건물

뉴질랜드의 오타고 대학교는 15개의 기숙 칼리지를 가지고 있으며, 이 중 하나(애비 칼리지)는 대학원 전용이고, 9개는 학부 전용이며, 5개는 대학원생과 학부생을 모두 받는다. 대부분의 칼리지는 대학이 소유하고 관리하지만, 5개의 독립적인 "제휴 칼리지"(시티 칼리지, 녹스 칼리지 (오타고), 세인트 마가렛 칼리지 (오타고), 샐먼드 칼리지 및 셀윈 칼리지 (오타고))가 있다. 학생들에게 칼리지 가입은 의무가 아니며, 칼리지에 거주하는 학생들만이 칼리지 회원으로 간주된다. 칼리지들은 칼리지 입학(대학 입학은 아님)을 관리하고 학생들에게 학술 튜토리얼을 제공한다.

### 싱가포르
싱가포르 예술 대학교(UAS)는 싱가포르의 공공 자금 지원을 받는 사립 칼리지연합 대학이다. 이 대학은 두 개의 지역 예술 칼리지인 난양 미술 아카데미와 라살 예술 칼리지의 연합체이다. 2021년에 계획된 대학으로 발표되었고, 2022년에 현재의 이름을 갖게 되었다.
UAS는 싱가포르의 일곱 번째 지역 대학이 될 것이며, 폐지되고 재편성된 UniSIM을 제외하고는 싱가포르에서 유일한 공공 자금 지원을 받는 사립 대학이 될 것이다. UAS는 싱가포르에서 자체 학위 수여 권한을 가질 것이다.

### 영국
영국에는 여러 유형의 칼리지를 가진 대학들이 있다. 일부는 1988년 교육 개혁법에 따라 법적으로 "대학 기관"으로 인정되는 등재 기관인 반면, 다른 일부는 그렇지 않다. 런던 대학교의 칼리지들은 1988년 법에 따라 인정된 기관으로, 런던 대학교의 학위와 (많은 경우) 자체 학위를 수여할 권리가 있다. 일부 칼리지들은 모교 대학과 법적으로 독립되어 있지만, 다른 칼리지들은 그렇지 않다.
중앙 집중식 교육과 칼리지 내 학부 교육을 제공하는 칼리지연합 대학:
- 옥스퍼드 대학교 (대부분 독립 칼리지; 등재 기관)
- 케임브리지 대학교 (독립 칼리지; 등재 기관)

중앙 집중식 교육과 기숙 전용 칼리지를 가진 칼리지연합 대학:
- 더럼 대학교 (대부분 종속 칼리지; 등재 기관) (세인트 존스 칼리지 (더럼) 신학 칼리지 내의 크랜머 홀 성직자 교육은 예외)
- 요크 대학교 (잉글랜드) (종속 칼리지; 등재 기관 아님)
- 랭커스터 대학교 (종속 칼리지; 등재 기관 아님)
- 켄트 대학교 (종속 칼리지; 등재 기관 아님)

칼리지에서 중앙 집중식 교육을 수행하는 칼리지연합 대학:
- 로햄프턴 대학교 (종속 칼리지; 등재 기관 아님)

모든 교육이 칼리지에서 수행되는 칼리지연합 대학:
- 런던 대학교 (독립 칼리지; 인정 기관)
- 런던 예술대학교 (종속 칼리지; 등재 기관 아님)
- 하이랜드 아일랜드 대학교 (독립 칼리지; 등재 기관)

중앙 집중식 교육과 자체 교육을 수행하는 제휴 칼리지를 가진 단일 대학:
- 퀸스 대학교 벨파스트 (두 개의 독립 칼리지; 등재 기관)
- 사우스 웨일스 대학교 (일부 고등 교육 과정을 제공하는 두 개의 종속 칼리지, 그 중 하나는 추가 교육 칼리지; 등재 기관)
- 웨일스 트리니티 세인트 데이비드 대학교 (일부 고등 교육 과정을 제공하는 하나의 종속 추가 교육 칼리지; 등재 기관)

### 미국

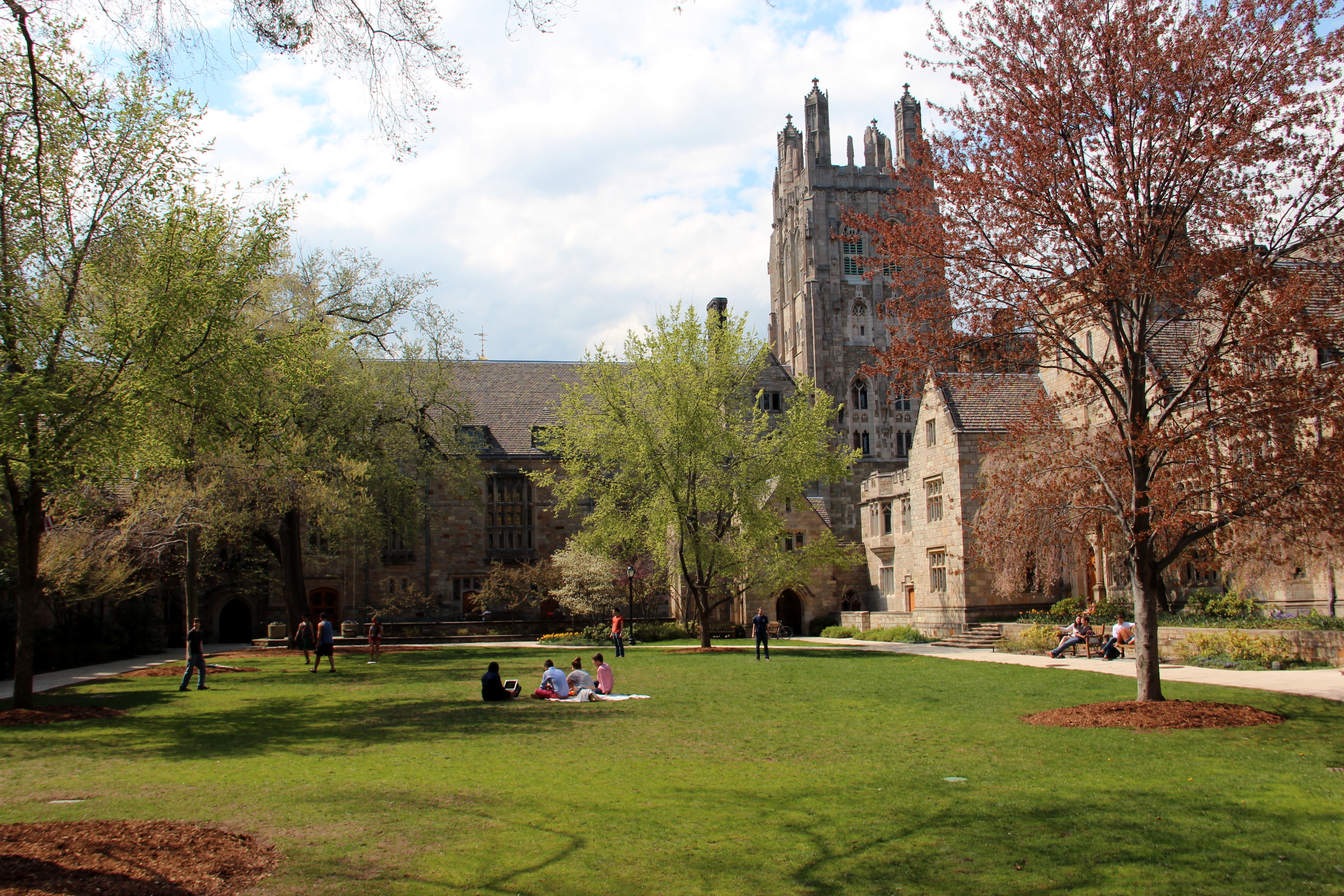
예일 대학교의 브랜포드 칼리지

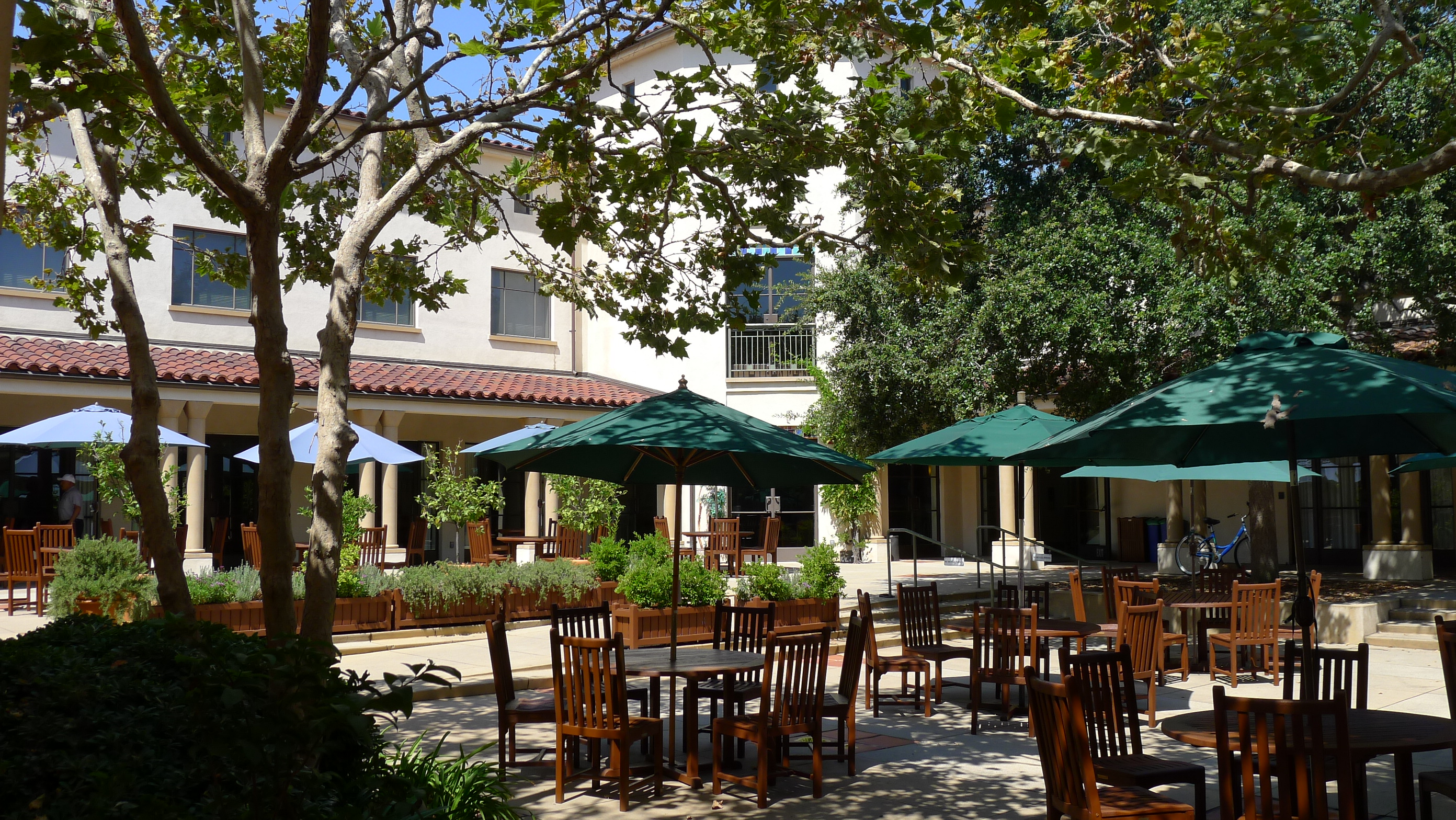
캘리포니아 공과대학교의 에이버리 하우스.

미국에는 다양한 시스템이 있다. 기숙 칼리지를 가진 여러 대학이 있으며, 대부분은 중앙 대학이 소유하고 기숙 칼리지 또는 하우스라고 불릴 수 있다. 이들은 일반적으로 공식적인 교육에 참여하지 않지만, 예외도 있다. 미국의 대부분의 칼리지연합 대학은 이전에 비칼리지연합이었지만 20세기 또는 21세기에 기숙 칼리지를 설립했다. 2010년 현재 미국에는 약 30개의 기숙 칼리지 대학이 있었으며, 다음을 포함한다:
- 하버드 대학교 – 1930년대에 설립된 하버드의 하우스 시스템은 "상급생"(2학년 이상)을 위한 12개의 기숙 하우스를 가지고 있으며, 캠퍼스 외부에 거주하는 학생과 대학원생을 위한 13번째 비기숙 하우스를 가지고 있다. 학생들은 1학년 말에 칼리지에 배정된다.[69]
- 예일 대학교 – 또한 1930년대에 설립된 예일의 기숙 칼리지 시스템은 14개의 칼리지를 가지고 있으며, 학생들이 대학에 입학할 때 칼리지에 가입하고 해당 칼리지의 구성원으로 남는 전통적인 영국 시스템을 따른다.[70]
- 캘리포니아 공과대학교 – 1931년에 설립된 캘리포니아 공과대학교의 하우스 시스템은 학부생을 위한 8개의 하우스를 가지고 있으며, 학생들은 대학에 처음 입학할 때 2주간의 "순환" 과정을 완료한 후 선택된다. 학생들은 칼텍에서 학부 교육 기간 동안 이 하우스의 구성원으로 남아 있지만, 대상 하우스의 공개 투표를 통해 다른 하우스의 추가 구성원이 될 수 있다.[71]
- 라이스 대학교 – 1957년에 4개의 칼리지로 설립된 라이스 대학교의 기숙 칼리지 시스템은 현재 11개의 칼리지를 가지고 있다. 학생들은 대학에 입학할 때 칼리지에 가입하고 학부생으로서 학업 기간 내내 멤버십을 유지하며, 약 75%가 칼리지에 거주한다.[72]
- 캘리포니아 대학교 샌타크루즈 – 1965년 Cowell College의 설립으로 시작된 UC 샌타크루즈 기숙 칼리지 시스템은 서부 해안에서 가장 잘 확립된 칼리지 시스템을 가지고 있다. 캠퍼스에 거주하든 안 하든 모든 학부생은 10개의 기숙 칼리지 중 하나에 소속되어 있다.[73]
- 노터데임 대학교 – 1960년대에 설립된 노터데임 기숙사 칼리지 시스템은 32개의 홀을 특징으로 하며, 모든 학생들은 1학년 때 배정되어 최소 6학기 동안 머문다. 학생들은 홀을 거의 바꾸지 않으며, 각 홀은 고유한 정신, 문장 및 색상, 전통, 마스코트, 스포츠 팀, 행사, 무용 및 명성을 가지고 있다.[74][75][76]
- 프린스턴 대학교 – 1980년대에 설립된 프린스턴의 기숙 칼리지 시스템은 6개의 칼리지를 가지고 있으며, 그 중 3개는 모든 학년의 학생들을 수용하고 나머지 3개는 1학년과 2학년 학생들만 수용한다. 3학년 이상의 학생들은 대부분 칼리지 기숙사에 거주하지 않지만, 칼리지와의 연결은 유지된다.[77][78]
- 다트머스 대학교 – 2016년에 설립된 다트머스의 하우스 시스템은 6개의 하우스를 가지고 있으며, 학부생들은 대학에 재학하는 동안 이 하우스의 구성원이다.[79][80]

많은 미국 주립 대학 시스템은 법적으로 단일 법인의 일부인 캠퍼스들로 구성되어 있지만(예: 캘리포니아 대학교 이사회는 전체 캘리포니아 대학교 시스템을 소유하고 운영하는 법인이다), 운영상 독립적이다. 이러한 기관의 예로는 캘리포니아 대학교, 뉴욕 주립 대학교, 미시간 대학교, 텍사스 대학교 시스템이 있다. UC 샌타크루즈와 마찬가지로 UC 샌디에이고도 영국 모델에서 영감을 받은 기숙 칼리지 시스템을 가지고 있다. 두 캠퍼스 모두 학술 자원은 주로 대학에서 제공하지만, 각 기숙 칼리지는 자체 교육 철학을 따르고 자체 학위 요건을 설정한다.

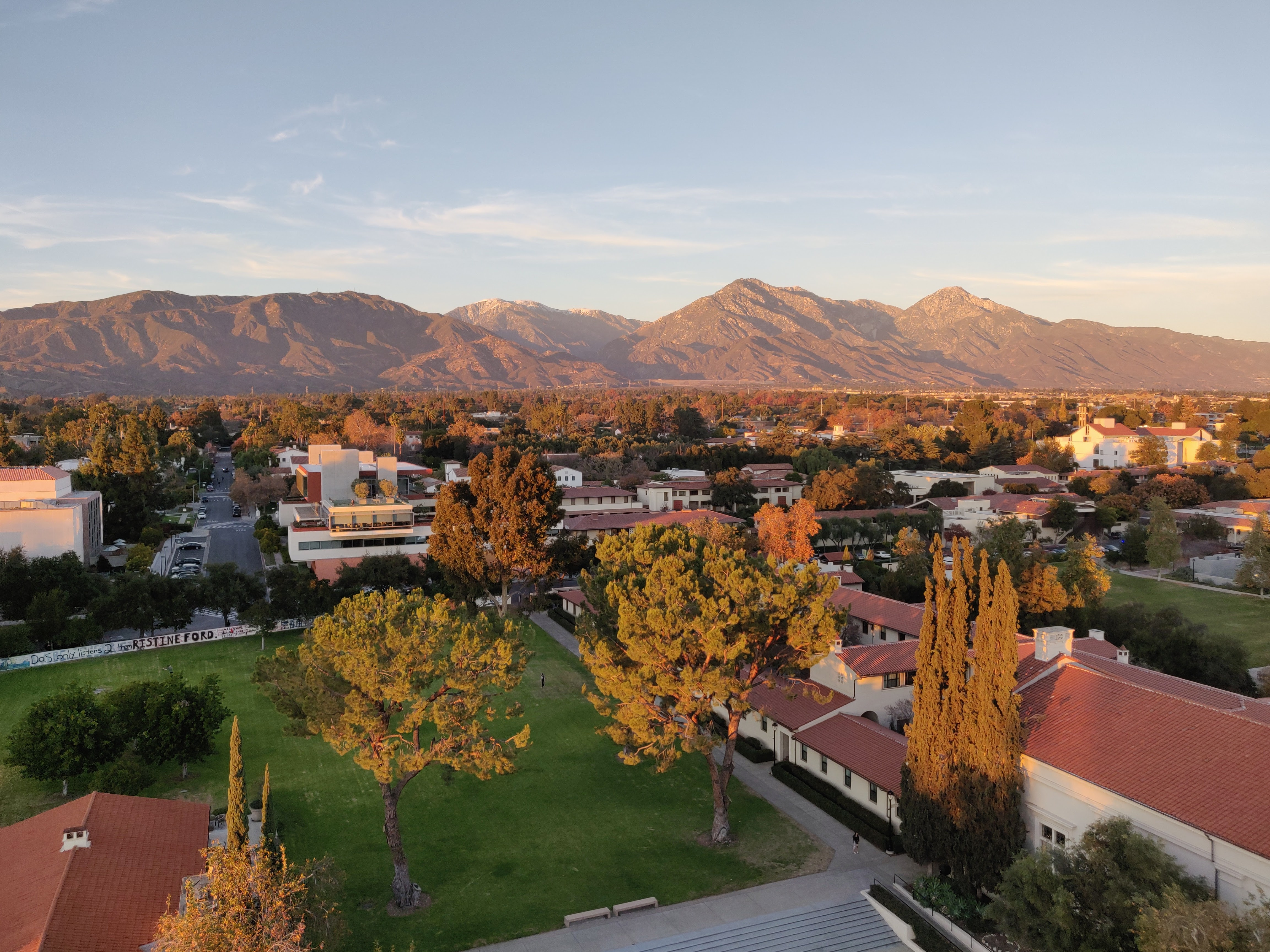
클레어몬트 칼리지

클레어몬트 칼리지는 하이브리드 연방-구성 시스템을 운영한다. 7개의 모든 칼리지는 독립적으로 운영된다: 학부 칼리지로는 포모나 칼리지, 스크립스 칼리지, 클레어몬트 맥케나 칼리지, 하비 머드 칼리지, 피처 칼리지가 있으며, 대학원 대학으로는 클레어몬트 대학원과 켁 대학원 응용 생명 과학 연구소가 있다. 이들의 설립 모델은 옥스퍼드 대학교에 기반을 두었으며, 클레어몬트 대학 컨소시엄을 통해 연결되어 있지만, 다른 구성 칼리지 시스템과 달리 학위는 7개의 구성 기관에서 개별적으로 수여되며, 이들은 자체적으로 대학과 인문대학으로 존재한다. 칼리지들은 1제곱마일 부지에 퍼져 있으며, 특정 학과, 도서관 및 연구 시설을 공유한다. 또한, 5개의 학부 칼리지는 두 개의 교내 운동 프로그램을 운영하며, 클레어몬트, 하비 머드, 스크립스가 하나의 프로그램을, 포모나와 피처가 다른 프로그램을 구성한다.

### 이전 칼리지연합 대학

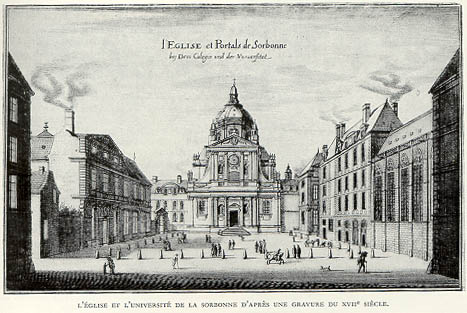
17세기 판화에 묘사된 신 파리 대학교

한때 칼리지연합 시스템을 특징으로 했던 일부 대학들은 재정, 정치 또는 기타 이유로 인해 합병되거나 폐지되거나(연방 대학의 경우) 개별 칼리지들이 독립 대학이 되면서 그 시스템을 잃었다. 다음은 그 예시이다:

#### 이전 기숙 칼리지 시스템
- 세인트앤드루스 대학교에서 남아있는 칼리지들은 순전히 의례적인 역할을 하며, 교육 기관도 아니고 기숙 기관도 아니다. 세 개의 칼리지는 신학부의 세인트 메리 칼리지 (세인트앤드루스)와 다른 학부의 연합 칼리지 (세인트앤드루스), 그리고 대학원생을 위한 세인트 레너드 칼리지이다.[83][84][85] 던디 유니버시티 칼리지는 1898년 세인트앤드루스에 통합되었고, 1954년에 의과대학, 치과대학, 던디 경제대학과 합병하여 퀸즈 칼리지를 형성했다. 이것은 1967년 독립된 던디 대학교가 되었다.[86]
- 코임브라 대학교에는 16세기, 17세기, 18세기에 옥스브리지와 매우 유사한 독립 칼리지들이 설립되었다. 이들은 1836년 종교 명령의 소멸과 함께 폐지되었다.[12]
- 이전 신 파리 대학교의 칼리지들은 프랑스 혁명 이후 폐지되었다.[13]
- 살라망카 대학교는 많은 수의 칼리지를 가지고 있었는데(네 개의 코레히오스 마요레스, 즉 대규모 칼리지와 많은 코레히오스 메노레스, 즉 소규모 칼리지), 이들은 나폴레옹 보나파르트가 스페인을 침공한 1807년에 폐지되었다.[14]
- 라이프치히 대학교는 중세 독일 대학의 한 예(현재 독일에서 두 번째로 오래된 대학)로 유사한 방식으로 칼리지로 구성되었다. 종종 이들은 특정 수도회에 의해 그 구성원들을 위해 설립되었다. 칼리지들은 주거와 칼리지 교육의 장소로 기능했다. 그들은 구성원들에 대한 사법권을 가졌다(즉, 라이프치히 시의 시립 법원은 그들에게 제기된 소송을 심리하기를 거부했다). 또한 사설 기숙사(Bursen)도 있었다. 칼리지 시스템과 병행하여 프라하(라이프치히의 '모교' 기관, 쿠트나호라 칙령 참조) 및 파리 대학 모델과 유사한 네 개의 민족(university nations)이 있었다. 계몽주의 시대에 이 구조는 폐지되었다. 오늘날에도 이전 칼리지들의 이름은 대학이 사용하는 건물의 이름으로 남아 있다.

#### 이전 연방 대학
- 빅토리아 대학교 (영국), 빅토리아 대학교 맨체스터, 리버풀 대학교 및 리즈 대학교로 분리되었다.
- 웨일스 대학교는 1893년 설립부터 2007년까지 연방 대학이었으나, 칼리지들이 독립하고 비회원 인가 기관으로 전환되었다.
- 더럼 대학교는 1909년부터 1963년까지 더럼과 뉴캐슬에 두 개의 분과를 둔 연방 대학이었으며, 뉴캐슬 분과는 뉴캐슬 대학교 (잉글랜드)가 되었다.
- 서리 연방 대학교는 2000년부터 2004년까지 서리 대학교와 서리 로햄프턴 대학교(현재 로햄프턴 대학교)의 연합체였다. 로햄프턴이 독립 대학이 되면서 해체되었다.
- 프랑스 대학교는 나폴레옹 보나파르트가 1808년에 설립하여 1896년까지 아카데미(이전 대학들)의 중앙 대학으로 기능했으며, 이후 아카데미들은 완전한 대학 지위를 회복했다.[87]
- 남아프리카 대학교는 이전에는 남아프리카 공화국의 여러 주에 구성 칼리지를 둔 연방 대학이었다. 제2차 세계 대전 이후, 이 칼리지들 대부분은 자율 대학이 되었고, 남아프리카 대학교는 주로 원격 교육 기관이 되었다.

## 같이 보기
- 전문대학
- 단기대학
- 칼리지
- 영국의 대학 안의 칼리지